# Пени Мелвил Браун
Пени Мелвил Браун (енгл. Penny Melville-Brown) је ветеранка британске Краљевске ратне морнарице, слепа пекарка и добитница Холманове награде.

## Биографија
Двадесет и две године је радила у женској краљевској поморској служби и Краљевској ратној морнарици, достигавши чин команданта. Била је прва жена на позицији поморског адвоката. Медицински је отпуштена из Краљевске ратне морнарице 1999. након што јој се вид погоршао и креирала је Disability Dynamics како би помогла другим особама са инвалидитетом да започну посао. 
Именована је за орден Британске империје 2009. за услуге особама са инвалидитетом и особама у неповољном положају. Била је једна од три добитника Холманове награде 2017, међународне награде за слепе особе. Следеће године је добила почасни докторат Универзитета Мидлесек.
Крајем 2017. је тешко повређена у саобраћајној несрећи у Француској и пет недеља је била у коми.
Садржи онлајн пројекат печења Baking Blind где показује људима како кува и подстиче друге да тестирају своје границе чак и ако имају инвалидитет. Марта 2022. је сама објавила свој други кувар A cook's tour: Baking Blind goes global.